# Jorge Gabrich
Jorge Luis Luján Gabrich Cinalli (Chovet, Argentina, 14. listopada 1963.), ili kraće, Jorge Gabrich, je argentinski nogometaš hrvatskog podrijetla.
Igrao je na položaju napadača.
Stariji je brat nogometaša Ivana Gabricha.
U karijeri je igrao za više klubova diljem svijeta, što južnoameričkih, što europskih, što srednjoameričkih.

## Igračka karijera
Karijeru je započeo u argentinskom "Atléticu" iz Córdobe.
Kasnije odlazi igrati u "Newell's Old Boyse". Svojim igrama je privukao pozornost menadžera, te 1982. odlazi igrati u "Barcelonu".
Za potonju je igrao u sezoni 1982./83.

1984. se vraća u Argentinu, i potpisiva ugovor s "Vélez Sarsfieldom.

Poslije se vratio u "Newell's Old Boyse", s kojima je odigrao uspješne sezone.

1988. godine je s "Newell'sima", sudjelujući u Copi Libertadores prošao sve skupine, četvrtzavršnicu, poluzavršnicu i došao je do završnice.

Valja navesti da je Gabrich onda postigao njegov najznačajniji pogodak u svojoj karijeri, u prvoj utakmici završnice Cope Libertadores 1988. godine, za pobjedu pred svojim gledalištem protiv urugvajskog predstavnika "Nacionala" iz Montevidea.

Ipak, naslov južnoameričkog prvaka je te godine izostao.

S "Newell'sima" je ostao do 1993., nakon čega odlazi u meksički "Tecos UAG" (Tecos de Guadalajara) iz Guadalajare, za koje je odigrao 1993.

## Karijera poslije
Poslije igračke karijere, posvetio se ulozi tehničkog direktora argentinskog nogometnog kluba "Godoy Cruza". 

## Zanimljivosti
Valja navesti, da je, nakon što se Gabrich ozlijedio, Gabriel Batistuta dobio prigodu igrati, odnosno, da se Gabrichevom izočnošću otvorila prigoda Batistuti za igrati u prvoj momčadi "Newell'sa".
Ipak, njih dvojica su kasnije često sudjelovali na utakmicama zajedno.

## Poznati suigrači
Nestor Sensini
Abel Balbo

## Vanjske poveznice
- Profil na sajtu weltfussball.de